# Exceptio rei venditae et traditae
Exceptio rei venditae et traditae (łac. zarzut rzeczy sprzedanej i wydanej) – rodzaj zarzutu w stosunku do zasadności powództwa.
Jest to sposób obrony sprzedającego w sporze sądowym wynikłym na tle zawartej umowy sprzedaży, polegający na wykazaniu, że wykonał on należycie swoją część umowy poprzez przeniesienie własności rzeczy i wydanie jej kupującemu.
Potrzeba powołania takiego zarzutu może pojawić się w przypadku sprzedaży na odległość, gdy sprzedana rzecz została przesłana do kupującego za pośrednictwem poczty, lecz nie dotarła na miejsce przeznaczenia. 
Obowiązki sprzedającego kończą się z chwilą powierzenia przesyłki przedsiębiorcy profesjonalnie świadczącemu usługi pocztowe lub przewozowe. Od tego momentu ryzyko jej przypadkowego zaginięcia lub uszkodzenia obciąża kupującego. Dlatego będzie on obowiązany do zapłaty ceny, nawet, jeśli wskutek zaniedbania poczty, nie otrzyma zakupionej rzeczy, lub otrzyma ją w stanie uszkodzonym. 
W takiej sytuacji kupujący nie może bezpośrednio domagać się odszkodowania od przedsiębiorcy pocztowego, ponieważ nie łączy go z nim żadna umowa. Ma prawo natomiast domagać się cesji roszczenia o odszkodowanie, jakie sprzedający (czyli nadawca przesyłki) ma względem poczty lub przewoźnika.